# Tillylinde (Großgoltern)
Die Tillylinde ist ein Naturdenkmal in Großgoltern, einem Stadtteil der Stadt Barsinghausen.
Die Sommer-Linde (Tilia platyphyllos) gilt als der älteste Baum in der Region Hannover.

## Beschreibung
Die Tillylinde steht auf dem alten Friedhof unmittelbar westlich des Kirchturms der Golterner St.-Blasius-Kirche.
Die Pflanzung erfolgte vermutlich zur Zeit des Baus einer ersten Golterner Kirche.
Dieser Zeitpunkt ist nicht bekannt, jedoch ist der Name eines Golterner Priesters aus dem Jahr 1181 überliefert.
Die im 12. Jahrhundert gepflanzte, mehr als 800 Jahre alte, Tillylinde ist der älteste Baum in der Region Hannover.
Bereits das 1907 erschienene Forstbotanische Merkbuch. Nachweis der beachtenswerthen und zu schützenden urwüchsigen Sträucher, Bäume und Bestände im Königreich Preussen erwähnt die Tillylinde als „uralte“ Linde mit einem Stammumfang von 7,80 m, einer Höhe von etwa 20 m und einem Kronendurchmesser von etwa 16 m.

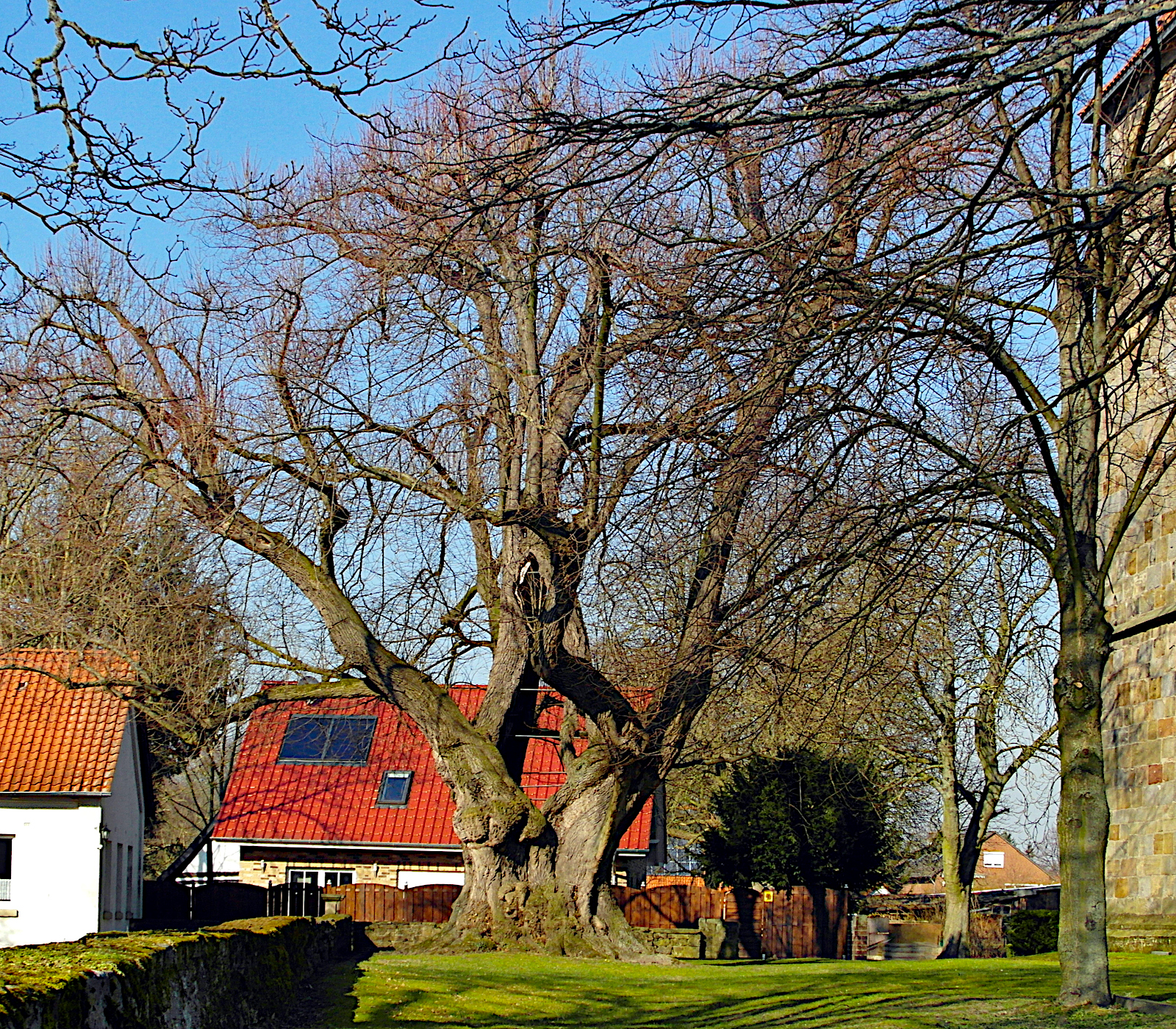
Der mächtige Stamm der Linde (Südansicht)

Der Stamm des Baumes teilte sich in etwa zwei Metern Höhe in vier Äste. Von diesen war schon vor 1907 einer herausgebrochen. Bereits damals war der Baum mit einer Eisenklammer stabilisiert.
Ihr gespaltener Stamm macht die Tillylinde zu einem botanischen Kuriosum.
Der Baum hat mittlerweile einen komplett hohlen Stamm.
Um seine Standfestigkeit zu erhalten, wurden wiederholt Baumpflegemaßnahmen durchgeführt. Der Baum wurde 1955 und 1985 mit zahlreichen Eisenstreben verstärkt.
Die Tillylinde zeichnet sich durch eine hohe Vitalität aus, was Sanierungsmaßnahmen ermöglicht.
Zur Entlastung des Stammes wurde die Linde wiederholt zurückgeschnitten. So wurde im März 2013 die damals 22 Meter Durchmesser aufweisende Baumkrone um etwa sieben bis acht Meter gekürzt.
Im Jahr 2019 hatte der Baum einen Stammumfang von 8,84 m.
Messungen im Jahr 2020 ergaben einen Stammumfang von 10,24 m und eine Höhe von etwa 13 m.

## Der Name Tillylinde
Die Tillylinde ist ein geschichtlich bedeutsamer Baum.
Der Standort zwischen Kirchturm und Pfarrgrundstück soll ein mittelalterlicher Gogerichtsplatz gewesen sein.
Im Jahr 1188 kam zudem das Untergericht Seelze in Goltern zusammen.
Der Name des Baums könnte daher von dem Wort Thie abgeleitet sein.
Der Sage nach lagerten im Dreißigjährigen Krieg unter der Linde Soldaten Tillys, die den Ort Goltern plünderten und niederbrannten. Am 30. Oktober 1625 starben dabei 33 Einwohner, die sich im Kirchturm versteckt hatten.

## Naturdenkmal
Die Tillylinde ist eines der vier bereits in der ersten Verordnung über die Sicherung von Naturdenkmalen des Landkreises Hannover aus dem Jahr 1934 enthaltenen Naturdenkmale.
Die für die Aufgaben der unteren Naturschutzbehörde im Gebiet der Stadt Barsinghausen zuständige Region Hannover  übernahm bei der Neuregelung des Verzeichnisses im Jahr 2010 den Baum mit dem Kennzeichen „ND-H 2“.
Als Schutzzweck des Naturdenkmals nannte die Behörde

„Die Tillylinde ist wegen ihrer Seltenheit sowie wegen ihrer Bedeutung für Natur- und Heimatkunde zu schützen.“

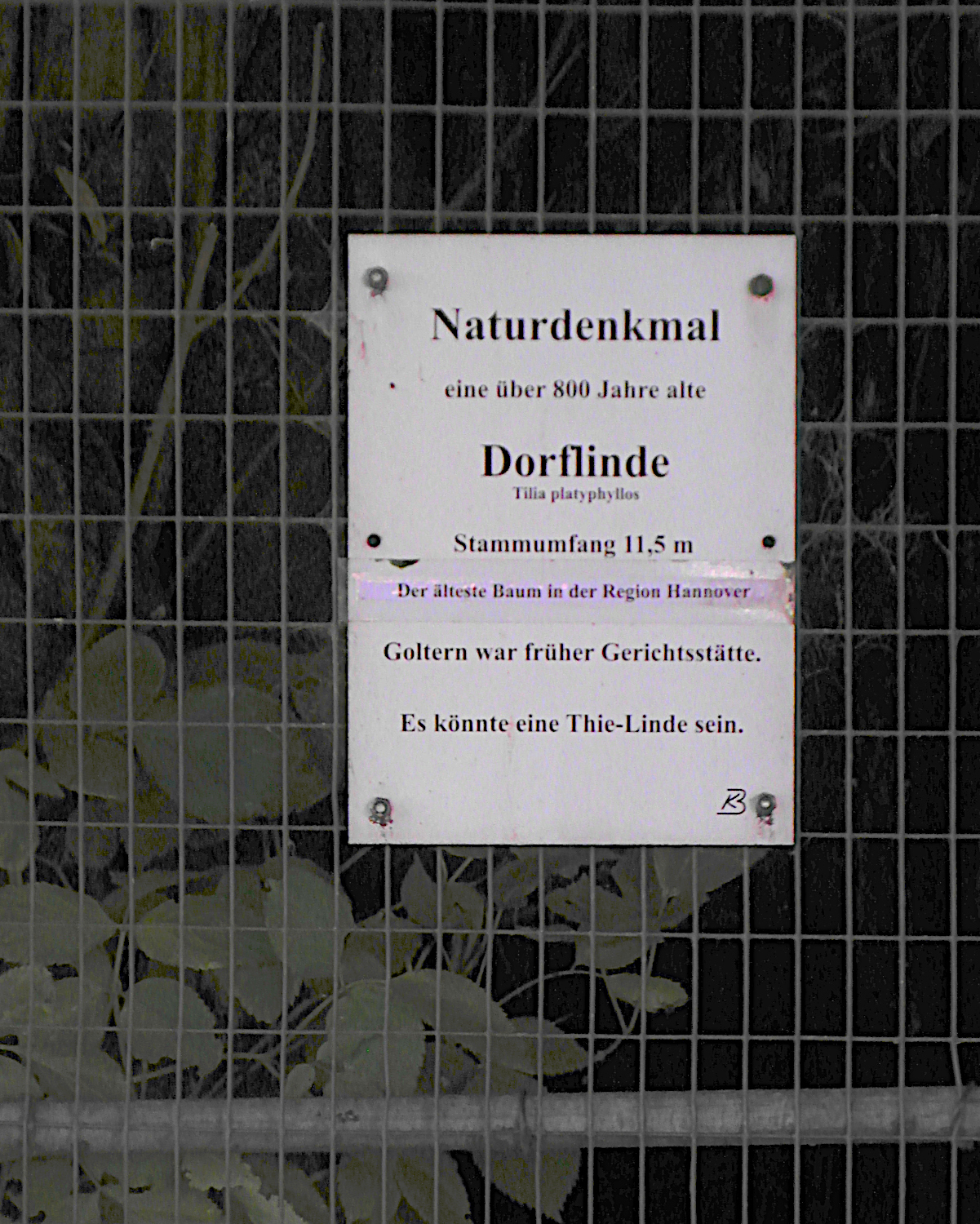
Hinweisschild (2015)
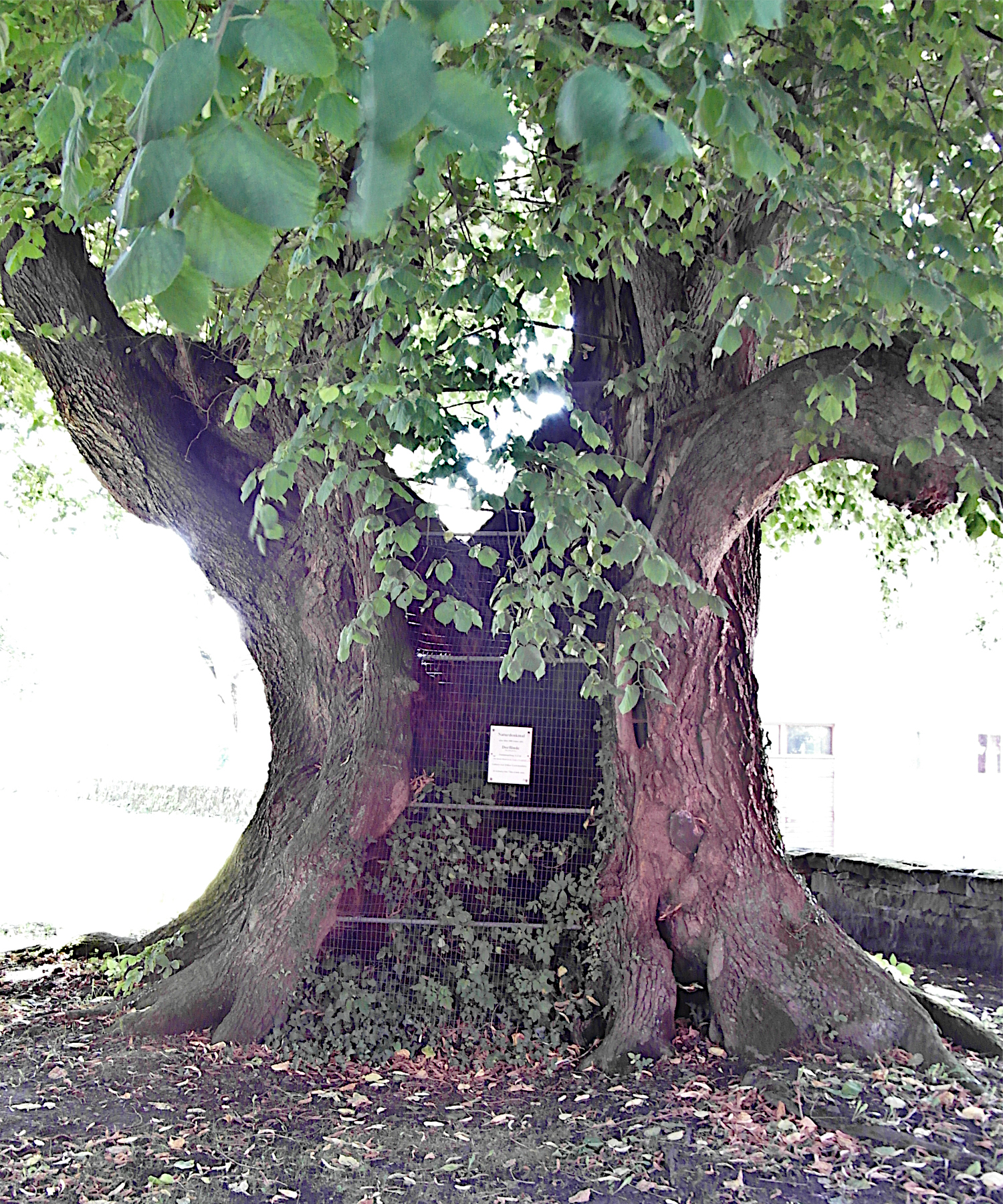
Hohler Stamm mit Streben
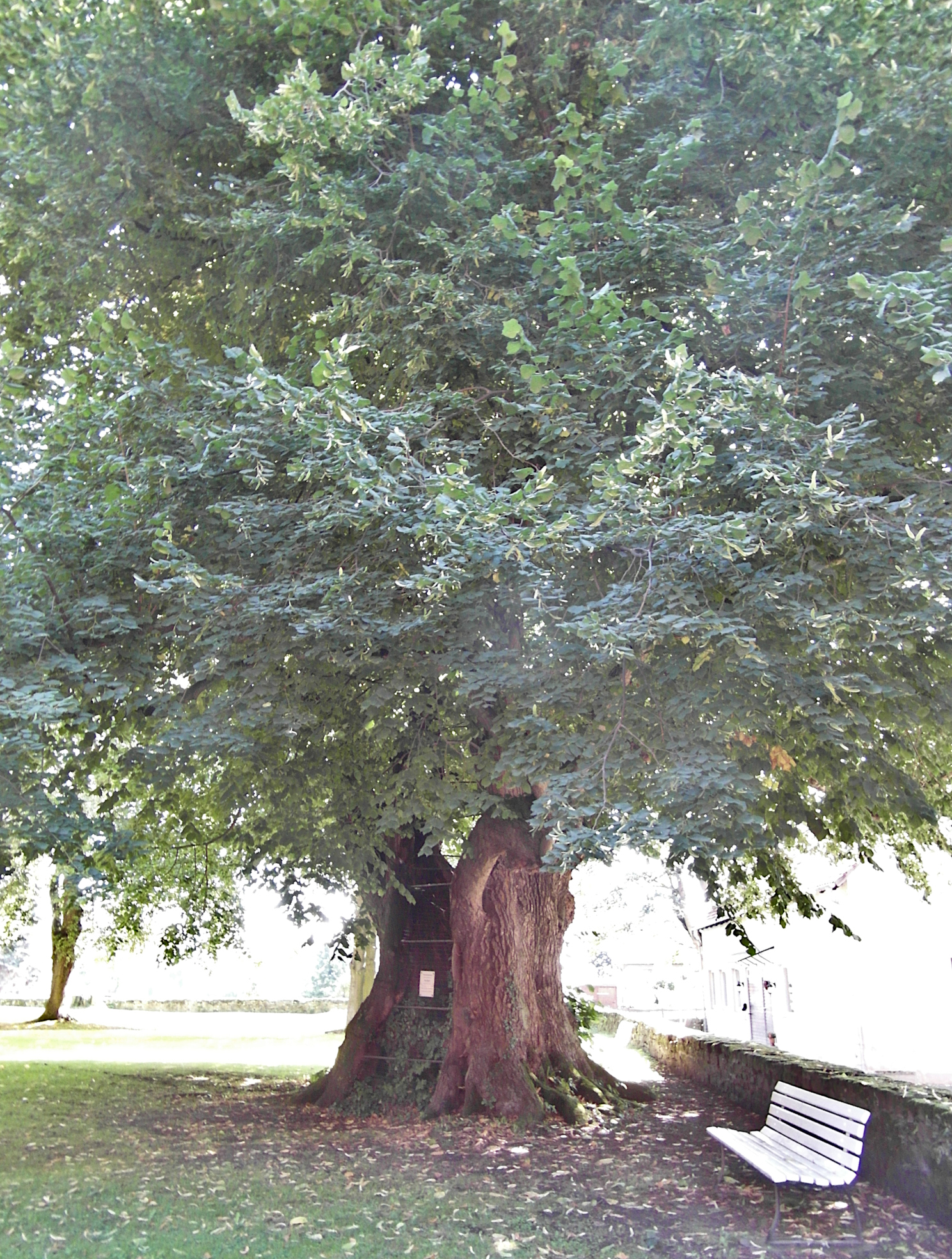
Sitzbank unter der Tillylinde